# Cratere Pytheas
Pytheas è un cratere lunare di 18,81 km situato nella parte nord-occidentale della faccia visibile della Luna.